# Coralliodrilus parvigenitalis
Coralliodrilus parvigenitalis är en ringmaskart som beskrevs av Erséus 1981. Coralliodrilus parvigenitalis ingår i släktet Coralliodrilus och familjen glattmaskar. Inga underarter finns listade i Catalogue of Life.